# Pilosocereus albisummus
Pilosocereus albisummus ist eine Pflanzenart in der Gattung Pilosocereus aus der Familie der Kakteengewächse (Cactaceae). Das Artepitheton albisummus bedeutet ‚mit weißen Spitzen‘.

## Beschreibung
Pilosocereus albisummus wächst strauch- oder baumförmig mit einem deutlich ausgeprägten Stamm, oberhalb der Basis verzweigten, aufrechten, graugrünen  Trieben von bis zu 8,5 Zentimetern Durchmesser und erreicht eine Wuchshöhe von bis zu 2,8 Metern. Es sind 6 bis 12 Rippen vorhanden. Die hellgelben oder rötlichen Dornen vergrauen oder werden schwarz. Die 3 bis 7 Mitteldornen sind abstehend bis einwärts gebogen und 5 bis 10 Millimeter lang. Die 11 bis 13 ausgebreiteten Randdornen sind abstehend bis ausgebreitet 5 bis 7 Millimeter lang. Der blühfähige Teil der Triebe ist auffällig, da aus den blühfähigen Areolen bis zu 2,2 Zentimeter lange, gräulich bis bräunliche Haare sowie bis zu 4,1 Zentimeter lange Dornen entspringen.
Die Blüten sind silberweiß bis etwas purpurfarben. Sie sind bis zu 4,3 Zentimeter lang und erreichen Durchmesser von 3,5 Zentimetern. Die niedergedrückt kugelförmigen Früchte sind bis zu 2,5 Zentimeter lang, reißen mit einem seitlichen Schlitz auf und enthalten ein magentafarbenes Fruchtfleisch.

## Verbreitung, Systematik und Gefährdung
Pilosocereus albisummus ist im Westen des brasilianischen Bundesstaates Minas Gerais verbreitet.
Die Erstbeschreibung wurde 1987 von Pierre Josef Braun (* 1959) und Eddie Esteves Pereira (* 1939) veröffentlicht. Ein nomenklatorisches Synonym ist Pilosocereus pachycladus subsp. albisummus (P.J.Braun & Esteves) Guiggi (2020).
In der Roten Liste gefährdeter Arten der IUCN wird die Art als „Data Deficient (DD)“, d. h. mit keinen ausreichenden Daten geführt.

## Nachweise